# Roya TV
Roya TV (tiếng Ả Rập : قناة رؤيا الفضائية) là kênh truyền hình tư nhân tại Jordan, có trụ sở tại thành phố Amman. Phát sóng chính thức vào ngày 1 tháng 1 năm 2011. Mục tiêu kênh truyền hình nhằm thúc đẩy dân chủ, tập trung vào các hoạt động tiếp cận cộng đồng đến các vùng sâu vùng xa trong nước, nâng cao nhận thức nhân quyền.